# Peter Lilley

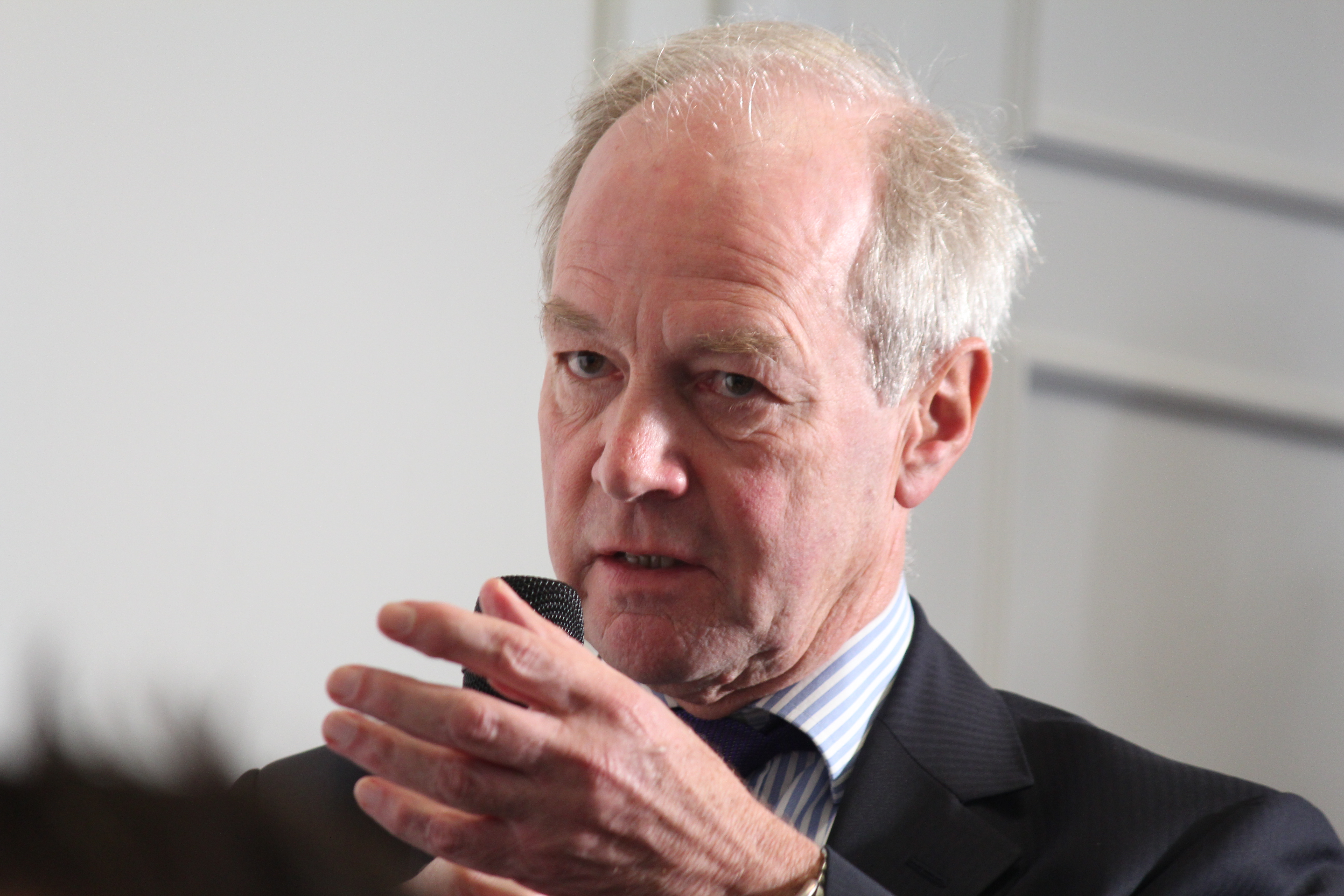
Peter Lilley (2014)

Peter Bruce Lilley, Baron Lilley (* 23. August 1943 in North London) ist ein britischer Politiker (Conservative Party).

## Leben und Karriere
Lilley, dessen Vater in der Personalabteilung der BBC tätig war, wurde in Hayes, Kent geboren. Er besuchte das Dulwich College und das Clare College an der University of Cambridge, wo er Wirtschaftswissenschaften und Physik studierte. Seine Studienkollegen waren unter anderem Kenneth Clarke, Michael Howard und Norman Lamont. Bevor er ins Parlament gewählt wurde, war er als Analyst für den Energiesektor beim Börsenmakler W. Greenwell & Co. in der City of London tätig.
Er trat bei der Wahl im Oktober 1974 erfolglos im Wahlkreis Tottenham an. Lilley wurde 1983 ins House of Commons für den Wahlkreis St Albans gewählt. Von 1983 bis 1984 war er Sekretär des Conservative Backbench Energy Committee und Mitglied des Treasury Select Committee. 1984 war er einer von zwei Parlamentarischen Staatssekretären von Irwin Bellow als Staatsminister für Kommunalverwaltung (Local Government) und William Walde als Parliamentary Under-Secretary of State. Von 1984 bis 1987 war er Staatssekretär bei Nigel Lawson als Chancellor of the Exchequer. Von 1987 bis 1989 war er Wirtschaftsstaatssekretär beim Schatzkanzler (Economic Secretary to the Treasury), 1989 bis 1990 war er als Finanzstaatssekretär (Financial Secretary to the Treasury) tätig.
Lilley war Kabinettsminister in den Regierungen von Margaret Thatcher und John Major. 1990 wurde er in den Privy Council aufgenommen. Von Juli 1990 bis April 1992 war er Minister für Handel, Forschung und Bildung (Secretary of State for Business, Innovation and Skills), als Nachfolger von Nicholas Ridley, der wegen antideutscher Bemerkungen zurücktreten musste. Nach der Wahl 1992 wurde er ab April des Jahres Minister für die Sozialversicherung (Secretary of State for Social Security) und blieb dies bis Mai 1997.
Ab 1. Mai 1997 vertrat er infolge einer Umstrukturierung den Wahlkreis Hitchin and Harpenden. Lilley war Mitglied des Schattenkabinetts der nun in der Opposition befindlichen Konservativen. Dort war er von 1997 bis 1998 Schatten-Schatzkanzler. Von 1998 bis 1999 war er stellvertretender Oppositionsführer (Deputy Leader of the Opposition) mit Verantwortung für die Entwicklung der Parteipolitik.
Als seine politischen Interessen gibt er die Wirtschaftspolitik, die EU, Bildungsfragen und interethnische Beziehungen an. Als Staat von besonderem Interesse nennt Lilley Frankreich. Er gehörte mehreren Party Groups an. Von 1973 bis 1975 war er Vorsitzender der Bow Group. Von 1979 bis 1983 war er Consultant Director des Conservative Research Department. Im Juni 1997 trat er zur Wahl des Vorsitzenden der Conservative Party an und wurde zu einem der fünf stellvertretenden Vorsitzenden gewählt.
Lilley sorgte 2001 für eine kontroverse Diskussion in seiner Partei und in der britischen Öffentlichkeit, als er sich in einer Broschüre der Social Market Foundation für die Legalisierung von Cannabis einsetzte.
Lilley gab 2005 für die Bow Group, einer Mitte-rechts-Denkfabrik, einen Bericht heraus, der sich sehr kritisch mit den Plänen der Regierung zur Einführung von Personalausweisen auseinandersetzte.
Als David Cameron im Dezember 2005 zum Vorsitzenden der Tories gewählt wurde, wurde Lilley zum Vorsitzenden der Globalisation and Global Poverty policy group ernannt. Dieses Amt übte er ab 2006 aus. Bei der Unterhauswahl 2010 erlangte er mit 54,6 % eine deutliche Mehrheit in seinem Wahlkreis.
Lilley trat bei der Parlamentswahl 2017 nicht mehr an. Am 18. Juni 2018 wurde er als Baron Lilley, of Offa in the County of Hertfordshire, zum Life Peer erhoben und wurde dadurch Mitglied des House of Lords.

## Trivia
Lilley trat bei zwei Gelegenheiten als Sänger bei Parteikonferenzen der Konservativen in Erscheinung. 1992, während seiner Zeit als Minister beim Department of Social Security, sang er eine ironische Paraphrase aus dem Lied „I have a little list“ aus der Operette The Mikado von Gilbert und Sullivan, in welchem er unter anderem Menschen verurteilte, die unfairerweise Sozialleistungen des Staates beanspruchen. Im September 2007 bezeichnete der frühere Innenminister David Blunkett in The Daily Politics, einer Sendung auf BBC Two, diese musikalische Einlage Lilleys als einen seiner Lieblingsmomente auf Konferenzen.
1998 änderte Lilley den Text von Land of Hope and Glory und sang Land of Chattering Classes. Er verurteilte damit, dass New Labour seiner Ansicht nach britische Werte aufgab.

## Familie
Er ist mit Gail, einer Künstlerin, verheiratet.

## Weitere Ämter und Ehrungen
Lilley wurde 1978 Fellow des Institute of Petroleum. Seit 2002 ist er Mitglied des School of Management Advisory Board der University of Southampton.

## Veröffentlichungen
- Do You Sincerely Want to Win? The security problem in Northern Ireland. 2nd revised edition. Bow Publications, London 1972, ISBN 0-900182-16-4.
- mit Samuel Brittan: The Delusions of Incomes Policy. Maurice Temple Smith, London 1977, ISBN 0-85117-121-4.
- Two critics of Keynes, Friedman and Hayek. In: Robert Skidelsky (Hrsg.): The End of the Keynesian Era. Essays on the Disintegration of the Keynesian political Economy. Macmillan, London 1977, ISBN 0-333-21306-8, 1977, S. 25–32.
- Winning the Welfare Debate (= Social market foundation. Occasional Paper. No. 11). The Social Market Foundation, London 1995, ISBN 1-874097-75-5.
- Patient Power. Choice for a Better NHS (Arguments). Demos, London 2000, ISBN 1-84180-035-X.
- Common Sense on Cannabis. The Social Market Foundation, London 2001, ISBN 1-874097-88-7.
- Too Much of a Good Thing? Towards a balanced Approach to Immigration. Centre for Policy Studies, London 2005, ISBN 1-903219-95-7.